# Dean Holdsworth
Pour les articles homonymes, voir Holdsworth.
Dean Christopher Holdsworth, couramment appelé Dean Holdsworth, est un footballeur puis entraîneur anglais, né le 8 novembre 1968 à Londres. Évoluant au poste d'avant-centre, il est principalement connu pour ses saisons à Brentford, Wimbledon et Bolton Wanderers.

## Biographie

### Carrière de joueur
Natif de Londres, il commence sa carrière, avec son frère jumeau David Holdsworth (en) (qui, lui, joue défenseur), à Watford, terminant sa première saison professionnelle à la neuvième place en première division en 1986-87 avant de connaître la relégation la saison suivante. Lors de la saison en D2, il est prêté sur de courtes périodes successivement à Carlisle United, Port Vale, Swansea City et enfin à Brentford où il est transféré définitivement en septembre 1989, recruté par Steve Perryman pour 125 000 £.
Avec les Bees, il se révèle un buteur prolifique et participa à la montée en puissance du club en D3, celui-ci terminant 13e en 1989-90, 6e en 1990-91 et finalement 1er en 1991-92 avec Holdsworth finissant meilleur buteur du championnat cette saison avec 38 buts. Il est même nommé au sein de l'équipe type de l'année (en) pour la D3 à la fin de cette saison. Ses belles performances attirent alors l'intérêt de clubs plus huppés et son entraîneur à Brentford, Phil Holder (en), dut se résoudre à le vendre.
Il s'engage alors pour Wimbledon, alors en Premier League, récruté par Joe Kinnear pour 650 000 £ pendant l'été 1992. Il s'intègre très rapidement au club avec son coéquipier d'attaque John Fashanu, terminant dès sa première saison (1992-93) meilleur buteur du club et 3e meilleur buteur du championnat avec 19 réalisations. L'excentrique propriétaire du club, Sam Hammam (en) lui promet alors de lui acheter une Ferrari et un chameau s'il parvient à atteindre la barre des 20 réalisations en une saison, ce qu'il ne réussit pas.
La saison suivante, il inscrit 17 buts en championnat (dont un coup du chapeau, le 26 avril 1994, lors d'une victoire 3-0 contre Oldham Athletic) et sept autres buts en coupe. C'est lors de cette saison qu'il connaît une sélection en Angleterre B, le 10 mai 1994, pour une victoire 4-2 contre l'Irlande du Nord B (en), match au cours duquel il inscrit un but.
Sa saison 1994-95 est moins prolifique mais la saison suivante, il inscrit 16 buts, pour terminer de nouveau meilleur buteur du club, à égalité avec son compère d'attaque, Efan Ekoku. Lors de sa dernière saison avec Wimbledon, en 1996-97, il inscrit neuf buts avant d'être transféré aux Bolton Wanderers en octobre 1997, recruté par Colin Todd pour 3,5 millions de £, ce qui constituait alors le montant de transfert record pour Bolton.
Sa première saison n'est pas une grande réussite, ne marquant que 3 buts pour 17 titularisations, et Bolton Wanderers terminant 18e et premier relégable, juste derrière Everton à la différence de buts. De retour en D2, ses statistiques remontent (12 buts en 26 titularisations en 1998-99, 14 buts pour 24 titularisations en 1999-2000 et 15 buts en 29 titularisations en 2000-01). Lors de cette dernière saison, Bolton Wanderers obtient la promotion en Premier League lors des playoffs, battant Preston North End 3-0 en finale de promotion (après avoir été éliminé en demi-finale de promotion l'année précédente par Ipswich).
Retrouvant la Premier League, son temps de jeu se réduit : 9 titularisations et 22 remplacements pour 2 buts inscrits en 2001-02. Lors de la saison suivante, Bolton Wanderers recrute son frère jumeau, David Holdsworth (en), permettant aux deux frères de porter le même maillot pour la première fois depuis leurs débuts à Watford. Malgré cela, le début de saison de Dean n'est pas à la hauteur de ses espérances et après 10 apparitions sans le moindre but, il est prêté à Coventry City en décembre 2002.
Un mois plus tard, il est recruté définitivement par Coventry mais, après un but en FA Cup et 11 apparitions sans but en championnat, il rejoint alors Rushden & Diamonds en mars 2003. Malgré une fin de saison encourageante avec les Diamonds qui voit le club terminer à la première place en D3 et donc obtenir la promotion en D2, Holdsworth saisit l'occasion de retrouver Wimbledon, le club où il a connu ses meilleures années, pour la saison 2003-04. Lors de cette saison, la dernière sous le nom de Wimbledon avant d'être renommé MK Dons en 2004, le club ne jouait déjà plus dans le quartier de Wimbledon et avait été déjà été relocalisé à Milton Keynes. La saison du club est désastreuse terminant à la dernière place et étant relégué en D3.
Holdsworth s'engage alors pour le club non league d'Havant & Waterlooville avant de retrouver un club de Football League en signant Derby County, avec un poste d'entraîneur-adjoint. Toutefois, il rechausse les crampons à trois occasions pour pallier une carence d'attaquants au club, à la suite d'une pluie de blessures. Il quitte le club quand l'entraîneur Phil Brown se fait renvoyer en janvier 2006.
Il termine sa carrière en jouant pour plusieurs clubs non league, successivement Weymouth, Heybridge Swifts (en), Cambridge United, Newport County et enfin Redbridge (en) où il est engagé comme joueur-entraîneur et où il mit un terme définitif à sa carrière de joueur.

### Carrière d'entraîneur
Il commence sa carrière d'entraîneur avec un poste de joueur-entraîneur pour le club d'Isthmian League, Redbridge (en). Il termine la saison à la 3e place, échouant à obtenir la promotion aux tirs au but en playoff.
Il effectue alors un retour en mai 2008 à Newport County, club qu'il avait connu en tant que joueur, en remplacement de Peter Beadle. Après un début de saison 2008-09 plutôt moyen, il enchaîne les bons résultats pour terminer la saison 10e en Conference South. La saison suivante est une véritable réussite avec la promotion en Conference National et le titre de champion de Conference South obtenus 7 matches avant la fin du championnat, qu'ils terminèrent avec un nombre record de 103 points, devançant le second, Dover Athletic Football Club de 28 points.
Le début de saison 2010-11 en Conference National commence aussi sous les meilleurs auspices mais Holdsworth quitte Newport County en janvier 2011 quand il lui est offert la possibilité d'entraîner une équipe de Football League, à savoir Aldershot Town, alors en Division 4. Il y impose directement son empreinte en recrutant 4 nouveaux joueurs et en libérant de leur contrat ou prêtant 4 joueurs de l'effectif (dont Glen Little et Anthony Straker) dès son premier mois à la tête de l'équipe. Il termina la saison 2010-11 à une honorable place du milieu de tableau, ayant continué à remanier l'effectif avec 3 joueurs promus du centre de formation signant leur premier contrat professionnel ainsi que neuf joueurs quittant le club à l'issue de la saison (dont John Halls).
L'intersaison lui laisse la possibilité d'enregistrer la signature de 7 nouveaux joueurs (dont Bradley Bubb) et l'arrivée de 8 joueurs en prêt (dont Jake Taylor). Le mercato d'hiver lui donne l'occasion de faire signer 8 nouveaux joueurs (dont Wilko Risser) et 4 joueurs prêtés, compensés par le départ de 7 joueurs. L'équipe rate finalement de peu les places donnant accès au playoff de promotion à l'issue d'une saison 2011-12 en dents de scie.
Il prolonge alors son contrat d'un an le liant avec le club jusqu'à la saison de la saison 2013-14. Il refuse à cette occasion l'opportunité qui lui est offerte de prendre les rênes de l'équipe de D3 de Crawley Town. Il recrute cinq nouveaux joueurs pour la saison 2012-13, suivis par 3 nouvelles recrues en cours de saison (dont Oliver Risser, le frère de Wilko Risser) et 3 joueurs prêtés. Mais, alors qu'il a réussi plus tôt à emmener Aldershot Town au 4e tour de la FA Cup soit la meilleure performance réalisée par le club, il est renvoyé de son poste le 20 février 2013.
En mai 2013, il est nommé à la tête de Chelmsford City mais rompt son contrat en novembre de la même année.

### Vie personnelle
Son frère jumeau, David Holdsworth (en), a connu une carrière de footballeur professionnel puis d'entraîneur comportant de nombreuses similitudes avec la sienne, culminant le 18 septembre 2010 où ils sont devenus les deux premiers jumeaux de l'histoire du football anglais à s'affronter comme entraîneurs, Dean avec Newport County et David (en) avec Mansfield Town, Dean l'emportant 1-0.
Il est au cœur d'un scandale relayé par les tabloïds, lorsqu'en 1996, il est révélé avoir eu des relations sexuelles avec la starlette Linsey Dawn McKenzie, alors âgée de 17 ans. En décembre 1999, il est condamné à 18 mois de prison avec sursis pour avoir frappé sa femme Samantha.
Il apparaît dans deux émissions de télé-réalité en 2007, Deadline (en) sur ITV2 puis Cirque de Celebrité (en) sur Sky1.

## Palmarès
- Brentford :
  - Champion de D3 anglaise en 1991-02
- Rushden & Diamonds :
  - Champion de D3 anglaise en 2000-01
- Newport County :
  - Finaliste de la Coupe de l'association de football du pays de Galles (en tant que joueur) : 2006-07
  - Champion de la Conference South : 2009-10
- À titre individuel :
  - Membre de l'équipe type de l'année (en) pour la D3 : 1991-92
  - Entraîneur du mois en Conference South en avril 2009, septembre 2009, novembre 2009 et février 2010
  - Entraîneur de l'année en Conference South : 2009-10
  - Entraîneur du mois en Conference National en septembre 2010
  - Entraîneur du mois en D4 anglaise en mars 2011